# Мужская сборная Гонконга по кёрлингу
Мужская сборная Гонконга по кёрлингу — представляет Гонконг на международных соревнованиях по кёрлингу. Управляющей организацией выступает Ассоциация кёрлинга Гонконга (англ. Hong Kong Curling Association).

## Результаты выступлений

### Панконтинентальные чемпионаты
| Год  | Место | И  | В | П | Состав (четвёртый/скип, третий, второй, первый, запасной, тренер)                                            |
| ---- | ----- | -- | - | - | --- |
| 2022 | 11    | 9  | 8 | 1 | Джейсон Чан (скип), Justin Chen, Martin Yan, Woody Cheng, тренеры: Nadine Scotland, Rick Collins             |
| 2023 | 11    | 9  | 6 | 3 | Джейсон Чан (скип), Martin Yan, Ching Nam Cheng, Cheuk Hei Chung, запасной: Chi Lap Ma, тренер: Nathan Small |
| 2024 | 11    | 12 | 8 | 4 | Джейсон Чан (скип), Martin Yan, Woody Cheng, Jacky Chung, запасной: Ronnie Ma, тренер: Nathan Small          |

### Тихоокеанско-Азиатские чемпионаты
| Год       | Игры           | Победы         | Поражения      | Место          |
| --------- | -------------- | -------------- | -------------- | -------------- |
| 1991—2014 | не участвовали | не участвовали | не участвовали | не участвовали |
| 2015      | 7              | 0              | 7              | 8              |
| 2016      | 8              | 3              | 5              | 6              |
| 2017      | 8              | 1              | 7              | 7              |
| 2018      | 8              | 3              | 5              | 6              |
| 2019      | 9              | 1              | 8              | 9              |
| 2021      | 6              | 3              | 3              | 5              |

### Зимние Азиатские игры
| Год       | Место          | И              | В              | П              | Состав (четвёртый/скип, третий, второй, первый, запасной, тренер)                                                   |
| --------- | -------------- | -------------- | -------------- | -------------- | --- |
| 2003—2017 | не участвовали | не участвовали | не участвовали | не участвовали | не участвовали |
| 2025      | 4              | 8              | 5              | 3              | Джейсон Чан (скип), Ho Tin Martin Yan, Ching Nam Cheng, Cheuk Hei Chung, запасной: Chi Lap Ma, тренер: Nathan Small |